# John Moore (hockey sur glace)
Pour les articles homonymes, voir John Moore et Moore.
John Carroll Moore Jr. (né le 19 novembre 1990 à Winnetka dans l'État d'Illinois aux États-Unis) est un joueur professionnel américain de hockey sur glace.

## Carrière de joueur
À la suite de sa deuxième saison dans la United States Hockey League, il est sélectionné au premier tour lors du repêchage de la Ligue nationale de hockey de 2009 par les Blue Jackets de Columbus. En 2009-2010, il rejoint les Rangers de Kitchener en Ontario.
Le 21 juin 2009, Moore signe son contrat d'entrée au niveau LNH avec les Blue Jackets. Il joue son premier match dans la LNH face aux Oilers d'Edmonton, le 5 février 2011. 
Le 3 avril 2013, il est échangé avec Derick Brassard, Derek Dorsett et un choix de sixième ronde du repêchage 2014 aux Rangers de New York en retour de Marian Gaborik, Steven Delisle et Blake Parlett.
Le 1er mars 2015, les Rangers l'envoient aux Coyotes de l'Arizona avec Anthony Duclair, un choix de deuxième ronde au repêchage 2015 et un choix de première ronde au repêchage 2016 en retour de Keith Yandle, Chris Summers et un choix de quatrième ronde en 2016.
Le 1er juillet 2015, il signe un contrat de 3 saisons pour un total de 5 millions avec les Devils du New Jersey.
Le 1er juillet 2018, il s'entend avec les Bruins de Boston sur un contrat de 5 ans qui lui rapportera 2,75 millions par année.

## Trophées et honneurs personnels
- United States Hockey League
  - 2008-2009 : participe au Match des étoiles.
  - 2008-2009 : élu défenseur de l'année.
  - 2008-2009 : élu dans la première équipe d'étoiles.
- Ligue de hockey de l'Ontario
  - 2009-2010 : participe au Match des étoiles.
- Ligue américaine de hockey
  - 2010-2011 : participe au Match des étoiles avec l'association de l'Est.

## Statistiques

### En club
| Saison     | Équipe                   | Ligue      |     | Saison régulière | Saison régulière | Saison régulière | Saison régulière | Saison régulière |   | Séries éliminatoires | Séries éliminatoires | Séries éliminatoires | Séries éliminatoires | Séries éliminatoires |
| Saison     | Équipe                   | Ligue      | PJ  | B                | A                | Pts              | Pun              | PJ               | B | A                    | Pts                  | Pun                  |                      |                      |
| 2007-2008  | Steel de Chicago         | USHL       | 56  | 4                | 11               | 15               | 26               | 7                | 0 | 2                    | 2                    | 2                    |                      |                      |
| 2008-2009  | Steel de Chicago         | USHL       | 57  | 14               | 25               | 39               | 50               | -                | - | -                    | -                    | -                    |                      |                      |
| 2009-2010  | Rangers de Kitchener     | LHO        | 61  | 10               | 37               | 47               | 53               | 20               | 4 | 12                   | 16                   | 2                    |                      |                      |
| 2010-2011  | Falcons de Springfield   | LAH        | 73  | 5                | 19               | 24               | 23               | -                | - | -                    | -                    | -                    |                      |                      |
| 2010-2011  | Blue Jackets de Columbus | LNH        | 2   | 0                | 0                | 0                | 0                | -                | - | -                    | -                    | -                    |                      |                      |
| 2011-2012  | Falcons de Springfield   | LAH        | 5   | 1                | 1                | 2                | 2                | -                | - | -                    | -                    | -                    |                      |                      |
| 2011-2012  | Blue Jackets de Columbus | LNH        | 67  | 2                | 5                | 7                | 8                | -                | - | -                    | -                    | -                    |                      |                      |
| 2012-2013  | Falcons de Springfield   | LAH        | 24  | 3                | 6                | 9                | 10               | -                | - | -                    | -                    | -                    |                      |                      |
| 2012-2013  | Blue Jackets de Columbus | LNH        | 17  | 0                | 1                | 1                | 2                | -                | - | -                    | -                    | -                    |                      |                      |
| 2012-2013  | Rangers de New York      | LNH        | 13  | 1                | 5                | 6                | 5                | 12               | 0 | 1                    | 1                    | 2                    |                      |                      |
| 2013-2014  | Rangers de New York      | LNH        | 74  | 4                | 11               | 15               | 25               | 21               | 0 | 2                    | 2                    | 16                   |                      |                      |
| 2014-2015  | Rangers de New York      | LNH        | 37  | 0                | 5                | 5                | 19               | -                | - | -                    | -                    | -                    |                      |                      |
| 2014-2015  | Coyotes de l'Arizona     | LNH        | 19  | 1                | 4                | 5                | 11               | -                | - | -                    | -                    | -                    |                      |                      |
| 2015-2016  | Devils du New Jersey     | LNH        | 73  | 4                | 15               | 19               | 28               | -                | - | -                    | -                    | -                    |                      |                      |
| 2016-2017  | Devils du New Jersey     | LNH        | 63  | 12               | 10               | 22               | 39               | -                | - | -                    | -                    | -                    |                      |                      |
| 2017-2018  | Devils du New Jersey     | LNH        | 81  | 7                | 11               | 18               | 47               | 5                | 0 | 1                    | 1                    | 12                   |                      |                      |
| 2018-2019  | Bruins de Boston         | LNH        | 61  | 4                | 9                | 13               | 26               | 10               | 0 | 0                    | 0                    | 0                    |                      |                      |
| 2019-2020  | Bruins de Boston         | LNH        | 24  | 2                | 1                | 3                | 11               | 1                | 0 | 0                    | 0                    | 0                    |                      |                      |
| 2019-2020  | Bruins de Providence     | LAH        | 1   | 0                | 1                | 1                | 0                | -                | - | -                    | -                    | -                    |                      |                      |
| 2020-2021  | Bruins de Boston         | LNH        | 5   | 0                | 2                | 2                | 2                | -                | - | -                    | -                    | -                    |                      |                      |
| 2021-2022  | Bruins de Boston         | LNH        | 7   | 0                | 1                | 1                | 4                | -                | - | -                    | -                    | -                    |                      |                      |
| 2021-2022  | Bruins de Providence     | LAH        | 11  | 1                | 5                | 6                | 8                | -                | - | -                    | -                    | -                    |                      |                      |
| Totaux LNH | Totaux LNH               | Totaux LNH | 537 | 38               | 79               | 117              | 223              | 49               | 0 | 4                    | 4                    | 30                   |                      |                      |

### En équipe nationale
| Année | Équipe     | Compétition          |   | PJ | B | A | Pts | Pun                |  | Résultat |
| 2015  | États-Unis | Championnat du monde | 9 | 0  | 1 | 1 | 4   | Médaille de bronze |  |          |